# Lagerhalle Osnabrück

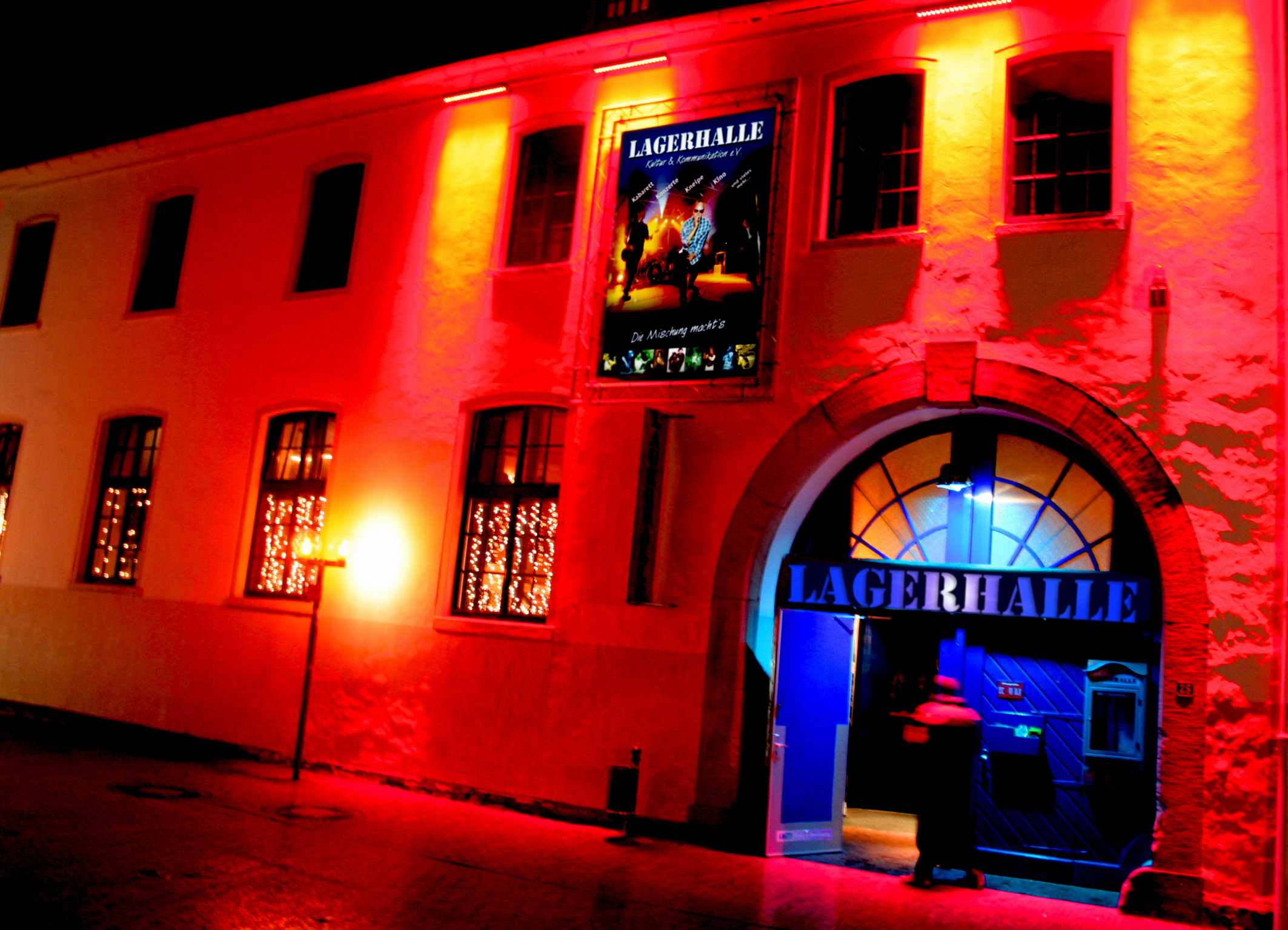
Die Lagerhalle bei Nacht

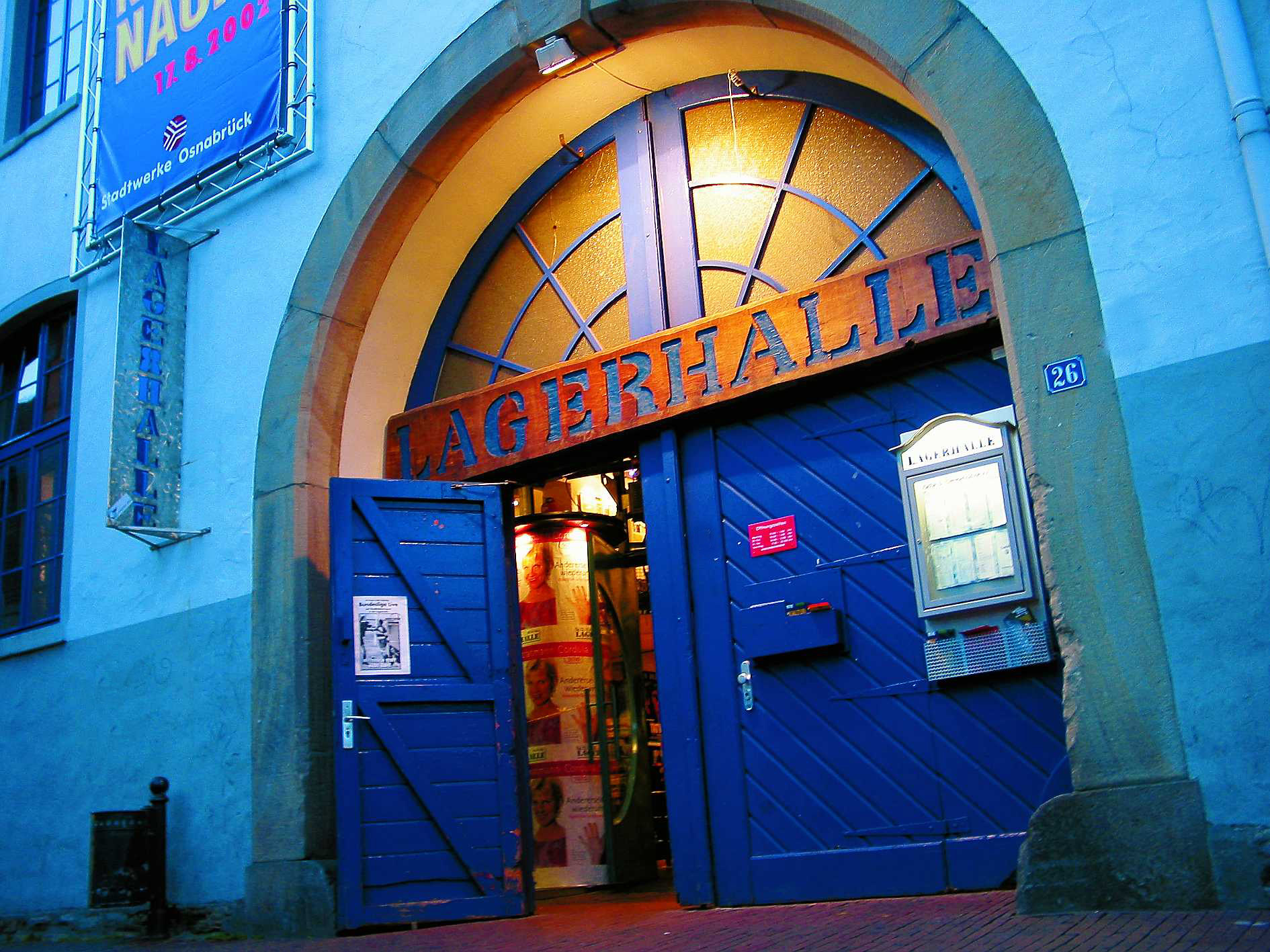
Der Haupteingang des Kultur- und Kommunikationszentrum Lagerhalle

Die Lagerhalle in Osnabrück gehört zu den in den 1970er Jahren in Deutschland gegründeten kommunalen Kulturzentren. Sie wurde 1976 im Gebäude der ehemaligen Eisenwarengesellschaft Richter eingerichtet, in unmittelbarer Nähe des Felix-Nussbaum-Hauses und Waterloo-Tors in der historischen Altstadt von Osnabrück. Sie wird von einem gemeinnützigen Verein im Auftrag der Stadt als Soziokulturelles Zentrum betrieben, finanziert durch Einnahmen der hauseigenen Gastronomie und durch öffentliche Zuschüsse. Jährlich finden nach Angaben der Betreiber in den Räumen der Lagerhalle etwa 500 Veranstaltungen statt. Sie ist Veranstalter des Osnabrücker Kabarettfestivals und des Morgenland Festivals Osnabrück.

## Geschichte
Im Jahr 1972 verlagerte der Eisenwarengroßhandel Richter sein Lager von der Osnabrücker Altstadt in ein nahe gelegenes Gewerbegebiet. Ende 1973 bildete sich eine Bürgerinitiative bestehend aus Künstlern, Kunstinteressierten und Kunsthandwerkern, die ein Konzept für die Nutzung des „Lagerhauses Richter“ als Kommunikationszentrum und Künstlerhaus entwickelten.
Die Bürgerinitiative legte das Konzept im Februar 1974 der Stadtverwaltung vor, Gespräche mit Osnabrücks damaligem Oberbürgermeister Ernst Weber über einen möglichen Erwerb des Hauses durch die Stadt wurden geführt.
Der von der Familie Richter geforderte Kaufpreis betrug 550.000 DM, zudem stellte sie die Bedingung, dass die zukünftige Nutzung des Hauses nicht dem Charakter des Heger-Tor-Viertels widerspreche.
Da der Vorschlag, die Lagerhalle für den Freizeitbereich zu nutzen, sowohl in der Verwaltung als auch bei den Mitgliedern des Rates auf Zustimmung stieß, entwickelte man ein Konzept für die weitere Nutzung des Hauses.
Nachdem die Bürgerinitiative dem Verwaltungsausschuss die Nutzungsvorschläge vorgelegt hatte, wurde das Konzept im November im Kulturausschuss positiv beraten.
Am 23. Dezember 1974 erwarb die Stadt Osnabrück das Gebäude zu einem Preis von 465.000 DM.
Innerhalb von 18 Monaten wurde die ehemalige Lagerhalle zum Kulturzentrum ausgebaut. Die Stadt stellte die Räumlichkeiten zur Verfügung und übernahm die laufenden Kosten. Die Programmgestaltung und weitestgehend auch die Einteilung des Personals überließ sie jedoch dem aus der Bürgerinitiative hervorgegangenen Lagerhallen-Verein.
1979 war die Lagerhalle Osnabrück Mitbegründer der Bundesvereinigung Soziokultureller Zentren.

## Kulturzentrum
Die Lagerhalle bietet unter anderem Programmkino, Theater, Lesungen, Kabarett, Kleinkunst, Veranstaltungen für Kinder, Vorträge und Konzerte an. Folgende Räume stellt die Lagerhalle für Projekte, Seminare, Kreativangebote, offene Werkstätten  und andere Veranstaltungen zur Verfügung: einen 200 m² großen Saal für bis zu 250 Personen bei bestuhlten bzw. 450 Personen bei unbestuhlten Veranstaltungen, den Spitzboden, die Empore, einen Werkraum sowie sechs Seminarräume. Das Gebäude ist als Teil einer Gruppe baulicher Anlagen in das Verzeichnis der Kulturdenkmale nach § 4 des Niedersächsischen Denkmalschutzgesetzes (NDSchG) eingetragen.

## Kino
Das Filmkunstkino in der Lagerhalle ist Veranstaltungsort für das European Media Art Festival, das Unabhängige FilmFest Osnabrück und das Festival des Neuen Japanischen Films.
In den Jahren 2005, 2008, 2009 und 2010 wurde das Kino mit dem Kinoprogrammpreis Niedersachsen/Bremen in der Kategorie nichtgewerbliche Filmtheater für die Gestaltung eines hervorragenden Jahresfilmprogramms ausgezeichnet.
Es ist Mitglied in den drei Branchenverbänden Bundesverband kommunale Filmarbeit, HDF Kino und der Arbeitsgemeinschaft Kino – Gilde deutscher Filmkunsttheater.